# Olympisches Fußballturnier 1972/Gruppe 2
| Pl. | Land        | Sp. | S | U | N | Tore    | Diff. | Punkte |
| --- | ----------- | --- | - | - | - | ------- | ----- | ------ |
| 1.  | Sowjetunion | 3   | 3 | 0 | 0 | 007:200 | +5    | 06:0   |
| 2.  | Mexiko      | 3   | 2 | 0 | 1 | 003:400 | −1    | 04:20  |
| 3.  | Birma       | 3   | 1 | 0 | 2 | 002:200 | ±0    | 02:40  |
| 4.  | Sudan       | 3   | 0 | 0 | 3 | 001:500 | −4    | 0:60   |

Gruppe 2 im olympischen Fußballturnier 1972:

## Sowjetunion – Birma 1:0 (0:0)
| Sowjetunion                                                      | Sowjetunion | Birma | Birma |
| ---------------------------------------------------------------- | --- | --- | ----- |
| Sowjetunion                                                      | \| 1. Gruppenspieltag \| \| Montag, 28. August 1972 um 16:30 Uhr in Regensburg (Jahnstadion) \| \| Zuschauer: 6.000 \| \| Schiedsrichter: Jafar Namdar ( Iran) \| \| Spielbericht \| | \| 1. Gruppenspieltag \| \| Montag, 28. August 1972 um 16:30 Uhr in Regensburg (Jahnstadion) \| \| Zuschauer: 6.000 \| \| Schiedsrichter: Jafar Namdar ( Iran) \| \| Spielbericht \| | Birma |
| Sowjetunion                                                      | Jewgeni Rudakow – József Szabó – Rewas Dsodsuaschwili, Wolodymyr Kaplytschnyj, Jurij Istomyn – Wiktor Kolotow, Anatolij Kuksow, Arkadi Andreasjan (88. Howhannes Sanasanjan) – Gennadi Jewrjuschichin, Jurij Jelissjejew, Wolodymyr Onyschtschenko (68. Oleh Blochin) Cheftrainer: Alexander Ponomarjow | Aung Tin – Win Nyunt Myo – Tin Maung Maung, Sein Tin, Aye San – Maung Aye I, Maung Aye II, Nyunt Ye – Maung Win, Soe Than, Aung Moe Thin (68. Kyu Myint) Cheftrainer: U Seing Hlaing | Birma |
| Sowjetunion                                                      | 1:0 Kolotow (51.) | | Birma |
| 1. Gruppenspieltag                                               | | |       |
| Montag, 28. August 1972 um 16:30 Uhr in Regensburg (Jahnstadion) | | |       |
| Zuschauer: 6.000                                                 | | |       |
| Schiedsrichter: Jafar Namdar ( Iran)                             | | |       |
| Spielbericht                                                     | | |       |

## Mexiko – Sudan 1:0 (1:0)
| Mexiko                                                                 | Mexiko | Sudan | Sudan |
| ---------------------------------------------------------------------- | --- | --- | ----- |
| Mexiko                                                                 | \| 1. Gruppenspieltag \| \| Montag, 28. August 1972 um 16:30 Uhr in Nürnberg (Städtisches Stadion) \| \| Zuschauer: 500 \| \| Schiedsrichter: Francesco Francescon ( Italien) \| \| Spielbericht \|                                                               | \| 1. Gruppenspieltag \| \| Montag, 28. August 1972 um 16:30 Uhr in Nürnberg (Städtisches Stadion) \| \| Zuschauer: 500 \| \| Schiedsrichter: Francesco Francescon ( Italien) \| \| Spielbericht \|                                                                                                 | Sudan |
| Mexiko                                                                 | Horacio Sánchez – José Luis Trejo – Jesus Rico, Juan Manuel Álvarez Álvarez, Enrique Martin del Campo – Alejandro Hernández, Fernando Blanco, Lorenzo Reyes (84. José Ángel Talavera) – Manuel Manzo, Alejandro Peña, Leonardo Cuéllar Cheftrainer: Diego Mercado | Mohamed Ali Abdelfatah – Suliman Gafar Mohamed – Elmannan Mohsin Atta, Salim Mamoud Said, Hassan Nagmeldin – Ahmed Bushra Wahba, Ahmed Mohamed Elbashir (50. Ahmed Abdo Mustafa), Bushara Abdeladief – Adam Mohamed Izzeldin, Gaksa Nasreldin Abas, Omer Ali Hasabelrasoul Cheftrainer: Abbel Fatah | Sudan |
| Mexiko                                                                 | 1:0 Manzo (16.) | | Sudan |
| Mexiko                                                                 | Álvarez | Izzeldin, Nagmeldin | Sudan |
| 1. Gruppenspieltag                                                     | | |       |
| Montag, 28. August 1972 um 16:30 Uhr in Nürnberg (Städtisches Stadion) | | |       |
| Zuschauer: 500                                                         | | |       |
| Schiedsrichter: Francesco Francescon ( Italien)                        | | |       |
| Spielbericht                                                           | | |       |

## Sowjetunion – Sudan 2:1 (2:0)
| Sowjetunion                                                        | Sowjetunion | Sudan | Sudan |
| ------------------------------------------------------------------ | --- | --- | ----- |
| Sowjetunion                                                        | \| 2. Gruppenspieltag \| \| Mittwoch, 30. August 1972 um 17:30 Uhr in München (Olympiastadion) \| \| Zuschauer: 25.000 \| \| Schiedsrichter: Ferdinand Biwersi ( BR Deutschland) \| \| Spielbericht \| | \| 2. Gruppenspieltag \| \| Mittwoch, 30. August 1972 um 17:30 Uhr in München (Olympiastadion) \| \| Zuschauer: 25.000 \| \| Schiedsrichter: Ferdinand Biwersi ( BR Deutschland) \| \| Spielbericht \|                                                                                          | Sudan |
| Sowjetunion                                                        | Jewgeni Rudakow – József Szabó – Rewas Dsodsuaschwili, Wolodymyr Kaplytschnyj, Jurij Istomyn (46. Jewgeni Lowtschew) – Wiktor Kolotow, Anatolij Kuksow, Howhannes Sanasanjan – Gennadi Jewrjuschichin, Jurij Jelissjejew, Wolodymyr Onyschtschenko (54. Murtas Churzilawa) Cheftrainer: Alexander Ponomarjow | Mohamed Ali Abdelfatah – Suliman Gafar Mohamed – Mohamed Elsir Abdalla (82. Adam Mohamed Izzeldin), Salim Mamoud Said, Hassan Nagmeldin – Ahmed Bushra Wahba, Mohamed Sharafeldin, Bushara Abdeladief – Elmannan Mohsin Atta, Gaksa Nasreldin Abas, Ahmed Abdo Mustafa Cheftrainer: Abbel Fatah | Sudan |
| Sowjetunion                                                        | 1:0 Jewrjuschichin (42., Foulelfmeter) 2:0 Sanasanjan (44.) | 2:1 Nasreldin Abas (59.) | Sudan |
| Sowjetunion                                                        | Salim Mamoud Said | | Sudan |
| 2. Gruppenspieltag                                                 | | |       |
| Mittwoch, 30. August 1972 um 17:30 Uhr in München (Olympiastadion) | | |       |
| Zuschauer: 25.000                                                  | | |       |
| Schiedsrichter: Ferdinand Biwersi ( BR Deutschland)                | | |       |
| Spielbericht                                                       | | |       |

## Mexiko – Birma 1:0 (0:0)
| Mexiko                                                                   | Mexiko | Birma | Birma |
| ------------------------------------------------------------------------ | --- | --- | ----- |
| Mexiko                                                                   | \| 2. Gruppenspieltag \| \| Mittwoch, 30. August 1972 um 16:30 Uhr in Nürnberg (Städtisches Stadion) \| \| Zuschauer: 1.000 \| \| Schiedsrichter: Robert Quarshie ( Ghana) \| \| Spielbericht \|                                                               | \| 2. Gruppenspieltag \| \| Mittwoch, 30. August 1972 um 16:30 Uhr in Nürnberg (Städtisches Stadion) \| \| Zuschauer: 1.000 \| \| Schiedsrichter: Robert Quarshie ( Ghana) \| \| Spielbericht \| | Birma |
| Mexiko                                                                   | Horacio Sánchez – José Luis Trejo – Jesus Rico, Juan Manuel Álvarez Álvarez, Enrique Martin del Campo – Alejandro Hernández, Fernando Blanco, Lorenzo Reyes (46. José Ángel Talavera) – Manuel Manzo, Daniel Razo, Leonardo Cuéllar Cheftrainer: Diego Mercado | Aung Tin – Win Nyunt Myo – Tin Maung Maung, Sein Tin, Aye San – Maung Aye I, Maung Aye II, Nyunt Ye (86. Maung Lay Khin) – Maung Win, Soe Than, Aung Moe Thin Cheftrainer: U Seing Hlaing        | Birma |
| Mexiko                                                                   | 1:0 Cuéllar (86.) | | Birma |
| 2. Gruppenspieltag                                                       | | |       |
| Mittwoch, 30. August 1972 um 16:30 Uhr in Nürnberg (Städtisches Stadion) | | |       |
| Zuschauer: 1.000                                                         | | |       |
| Schiedsrichter: Robert Quarshie ( Ghana)                                 | | |       |
| Spielbericht                                                             | | |       |

## Sowjetunion – Mexiko 4:1 (3:0)
| Sowjetunion                                                         | Sowjetunion | Mexiko | Mexiko |
| ------------------------------------------------------------------- | --- | --- | ------ |
| Sowjetunion                                                         | \| 3. Gruppenspieltag \| \| Freitag, 1. September 1972 um 16:30 Uhr in Regensburg (Jahnstadion) \| \| Zuschauer: 8.000 \| \| Schiedsrichter: Luis Pestarino ( Argentinien) \| \| Spielbericht \|                                                                                                | \| 3. Gruppenspieltag \| \| Freitag, 1. September 1972 um 16:30 Uhr in Regensburg (Jahnstadion) \| \| Zuschauer: 8.000 \| \| Schiedsrichter: Luis Pestarino ( Argentinien) \| \| Spielbericht \|                                                                              | Mexiko |
| Sowjetunion                                                         | Jewgeni Rudakow (74. Wolodymyr Pilhuj) – Murtas Churzilawa – Jurij Istomyn, Wolodymyr Kaplytschnyj (46. Sergei Olschanski), Jewgeni Lowtschew – Howhannes Sanasanjan, Anatolij Kuksow, Arkadi Andreasjan – Andrei Jakubik, Wjatscheslaw Semenow, Oleh Blochin Cheftrainer: Alexander Ponomarjow | Rogelio Ruiz – José Luis Trejo – Francisco Barba, Salvador Márquez, Enrique Martin del Campo (83. Jesus Rico) – Manuel Borja, Juan Manuel Álvarez Álvarez (46. Manuel Manzo), José Ángel Talavera – Alfredo Hernández, Daniel Razo, David Regalado Cheftrainer: Diego Mercado | Mexiko |
| Sowjetunion                                                         | 1:0 Blochin (7.) 2:0 Blochin (13.) 3:0 Blochin (14.) 4:0 Semjonow (58.) | 4:1 Razo (60.) | Mexiko |
| Sowjetunion                                                         | Kaplytschnyj | Borja | Mexiko |
| 3. Gruppenspieltag                                                  | | |        |
| Freitag, 1. September 1972 um 16:30 Uhr in Regensburg (Jahnstadion) | | |        |
| Zuschauer: 8.000                                                    | | |        |
| Schiedsrichter: Luis Pestarino ( Argentinien)                       | | |        |
| Spielbericht                                                        | | |        |

## Birma – Sudan 2:0 (1:0)
| Birma                                                                 | Birma | Sudan | Sudan |
| --------------------------------------------------------------------- | --- | --- | ----- |
| Birma                                                                 | \| 3. Gruppenspieltag \| \| Freitag, 1. September 1972 um 16:30 Uhr in Passau (Dreiflüssestadion) \| \| Zuschauer: 2.000 \| \| Schiedsrichter: Marian Srodecki ( Polen) \| \| Spielbericht \| | \| 3. Gruppenspieltag \| \| Freitag, 1. September 1972 um 16:30 Uhr in Passau (Dreiflüssestadion) \| \| Zuschauer: 2.000 \| \| Schiedsrichter: Marian Srodecki ( Polen) \| \| Spielbericht \|                                                                                                   | Sudan |
| Birma                                                                 | Aung Tin – Win Nyunt Myo – Tin Maung Maung, Sein Tin, Aye San – Maung Aye I, Maung Aye II, Nyunt Ye – Maung Win, Soe Than, Aung Moe Thin Cheftrainer: U Seing Hlaing                          | Mohamed Ali Abdelfatah – Suliman Gafar Mohamed – Mohamed Elsir Abdalla, Salim Mamoud Said, Hassan Nagmeldin – Ahmed Bushra Wahba (62. Adam Mohamed Izzeldin), Mohamed Sharafeldin, Bushara Abdeladief – Elmannan Mohsin Atta, Gaksa Nasreldin Abas, Ahmed Abdo Mustafa Cheftrainer: Abbel Fatah | Sudan |
| Birma                                                                 | 1:0 Soe Than (7.) 2:0 Maung Aye II (61.) | | Sudan |
| 3. Gruppenspieltag                                                    | | |       |
| Freitag, 1. September 1972 um 16:30 Uhr in Passau (Dreiflüssestadion) | | |       |
| Zuschauer: 2.000                                                      | | |       |
| Schiedsrichter: Marian Srodecki ( Polen)                              | | |       |
| Spielbericht                                                          | | |       |